# د کید (فیلم ۲۰۱۹)
د کید (به انگلیسی: The Kid) فیلمی شبه‌زندگی‌نامه‌ای، اکشن و وسترن محصول ۲۰۱۹ آمریکا است. فیلم را وینسنت دن آفریو کارگردانی کرده و سناریوی آن را اندرو لنهام نگاشته است. هنرپیشگانی چون ایثن هاک، دین دی‌هان، لیلا جرج، کریس پرت و آدام بالدوین در آن به ایفای نقش پرداخته‌اند.
د کید در ۸ مارس ۲۰۱۹ توسط لاینزگیت در ایالات متحده آمریکا منتشر شد.

## داستان

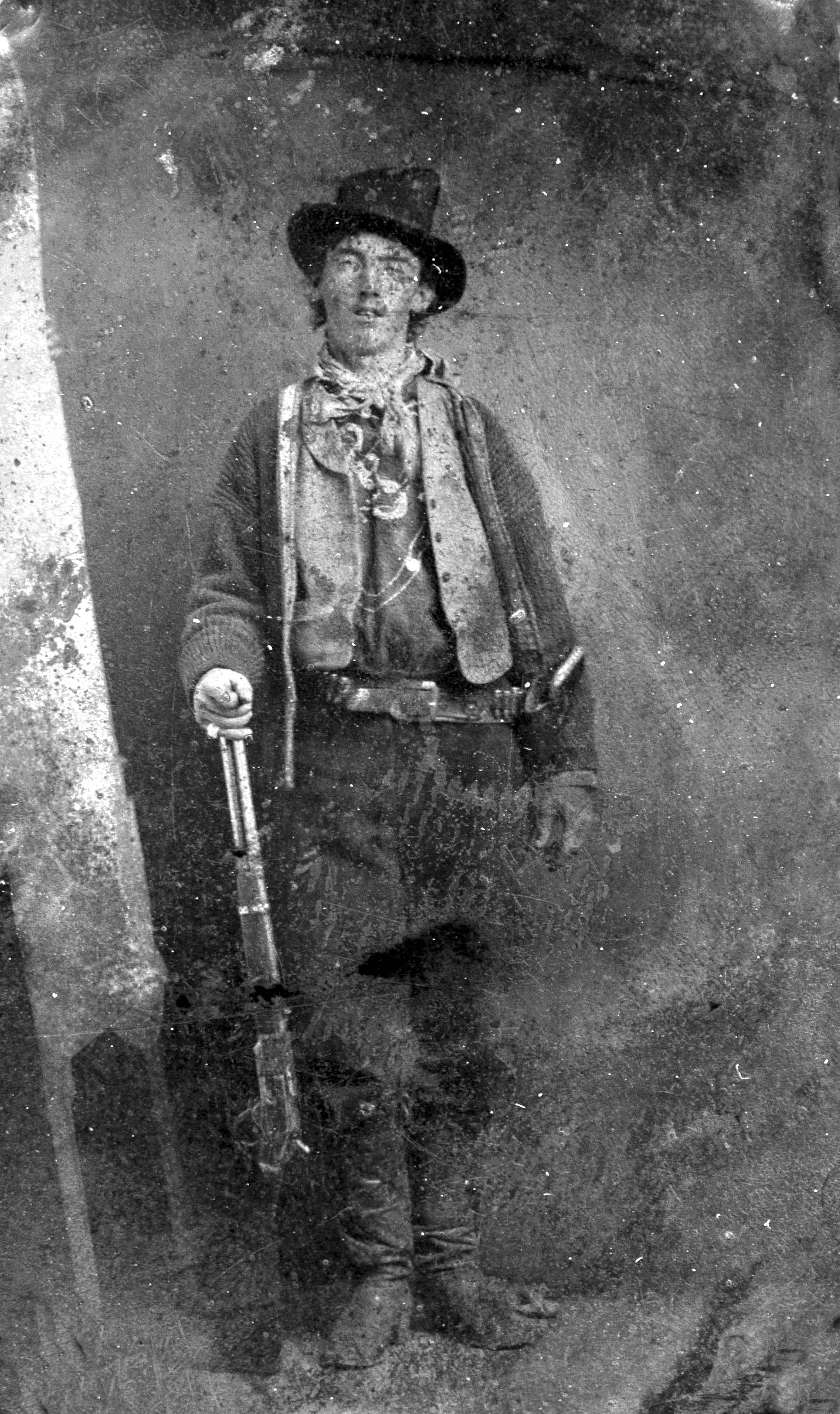
Billy the Kid corrected

ریو پسر نوجوانی است که پدرش را پس از اینکه او مادرش را زیر کتک به قتل رساند، می‌کشد. گرنت عموی ریو که فرد شروری است به صحنه می‌رسد و قصد دارد ریو را بکشد، ولی ریو گرنت را مجروح می‌کند و با کمک خواهرش سارا می‌گریزد. این دو اسبی را می‌دزدند و نیمه‌شب در کلبه‌ای اتراق می‌کنند. همان زمان باند بیلی د کید هم به آنجا می‌آیند ولی به آنها آزاری نمی‌رسانند. صبح کلانتر پت گرت و افرادش کلبه را محاصره کرده و بیلی د کید و افرادش را دستگیر می‌کنند. خواهر و برادر هم به دروغ به کلانتر می‌گویند که پدرشان را در راه سانتافه در طوفان گم کرده‌اند. گرت زندانیان و خواهر و برادر را با خود به سانتافه می‌برد. در سانتافه ریو و خواهرش از دستهٔ گرت جدا شده و به جستجوی دوست مادرشان می‌روند، ولی عمویشان گرنت می‌رسد و سارا را با خود می‌برد تا از او به عنوان روسپی بهره‌کشی کند و ریو را هم تهدید می‌کند که اگر بار دیگر او را ببیند به قتلش می‌رساند. ریو متوجه می‌شود که بیلی د کید از محلی که خواهرش را برده‌اند مطلع است. پس به شهر لینکلن که گرت بیلی د کید را به آنجا برده می‌رود، ولی کلانتر محلی اجازه دیدار ریو با زندانی‌اش را نمی‌دهد. پس ریو برای اینکه او را هم به زندان بیندازند دست به سرقت از بانک می‌زند، ولی تیر می‌خورد. او را به زندان برده و مداوا می‌کنند. در زندان بیلی به او می‌گوید که گرنت سارا را به پوئرتو د لونا برده است. فردای آن روز که گرت و معاونش برای کاری بیرون رفته‌اند، بیلی زندانبانان را می‌کشد و به اتفاق ریو به یک دهکده با ساکنان مکزیکی می‌گریزد. او در دهکده به ریو تیراندازی را می‌آموزد، ولی برای قولی که برای نجات خواهرش داده تعلل می‌کند. سرانجام کلانتر گرت بیلی د کید را یافته و او را می‌کشد. ریو که درمانده شده به نزد گرت رفته و به قتل پدرش اعتراف می‌کند و از او خواهش می‌کند که برای آزادی خواهرش به او کمک کند. گرت با ریو به پوئرتو د لونا می‌رود. در آنجا پس از درگیری‌ای با اعضای باند عموی ریو، ریو به سوی عمویش شلیک می‌کند و او را می‌کشد و سپس به اتفاق سارا به دنبال زندگی جدیدی می‌روند.

## بازیگران
- ایثن هاک در نقش پت گرت
- دین دی‌هان در نقش بیلی د کید
- جیک اسکور در نقش ریو کاتلر
- لیلا جرج در نقش سارا کاتلر
- کریس پرت در نقش گرنت کاتلر
- آدام بالدوین در نقش باب اولینگر
- وینسنت دن آفریو در نقش کلانتر رومرو